# بيرت غريني
بيرت غريني (بالإنجليزية: Bert Greene)‏ هو صحفي وكاتب العمود أمريكي، ولد في 16 أكتوبر 1923 في نيويورك في الولايات المتحدة، وتوفي في 10 يونيو 1988.